# Braun (schlesisches Adelsgeschlecht)

Stammwappen derer von Braun

Braun ist der Name eines alten schlesischen Adelsgeschlechts. Die Familie, von der einzelne Zweige bis heute bestehen, gehört zum niederschlesischen Uradel. Später gelangten die Herren von Braun auch in Anhalt, Sachsen, der Oberlausitz und in Ostpreußen zu Besitz und Ansehen.

## Geschichte

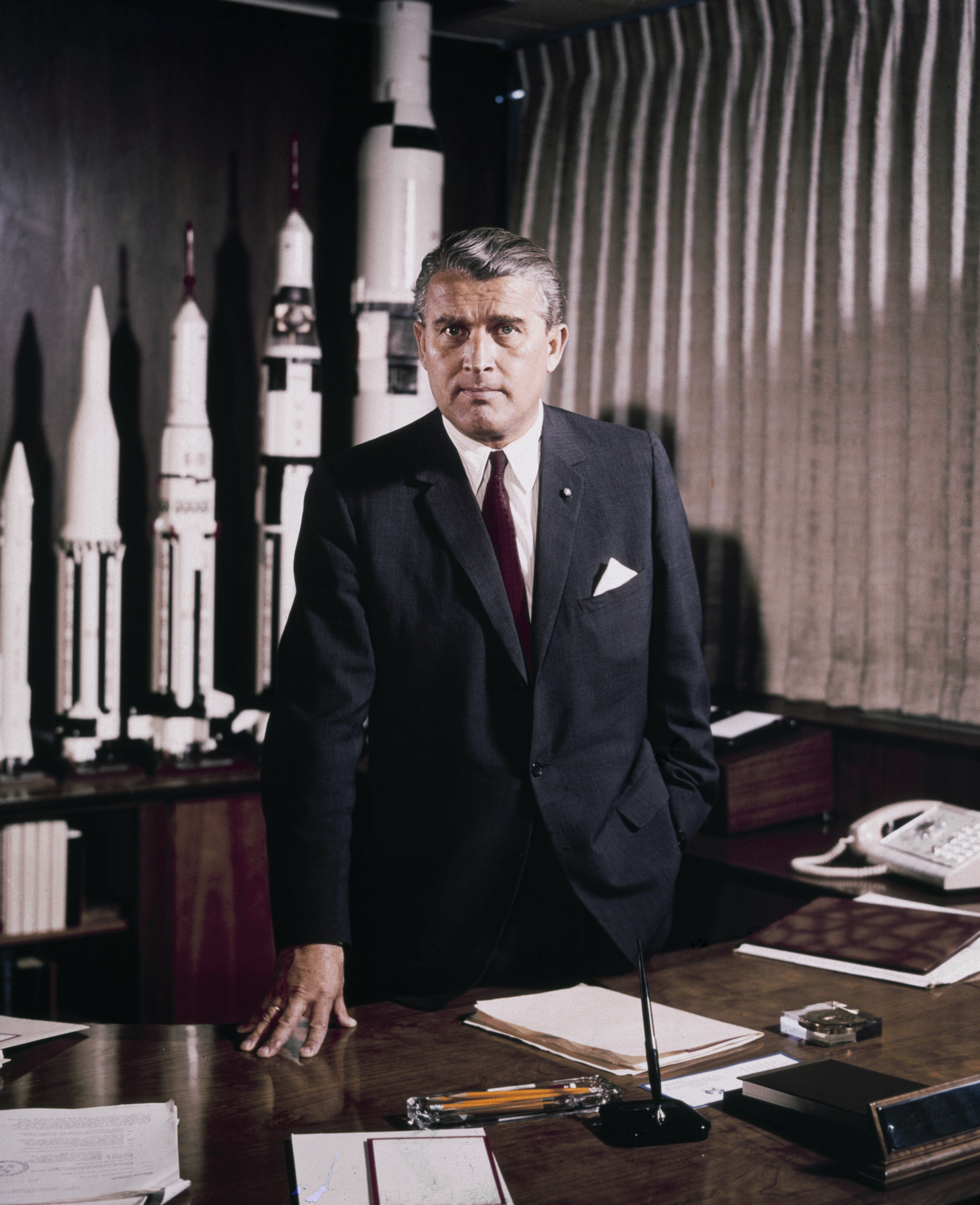
Wernher von Braun
(* 1912; † 1977)

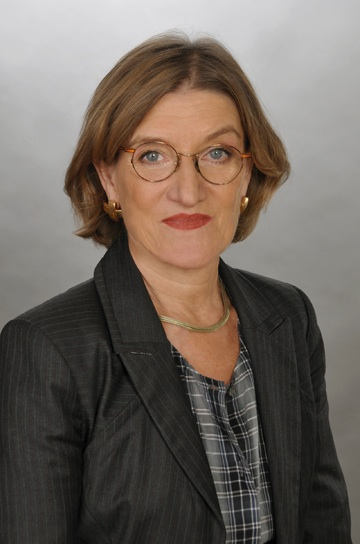
Christina von Braun
(* 1944)

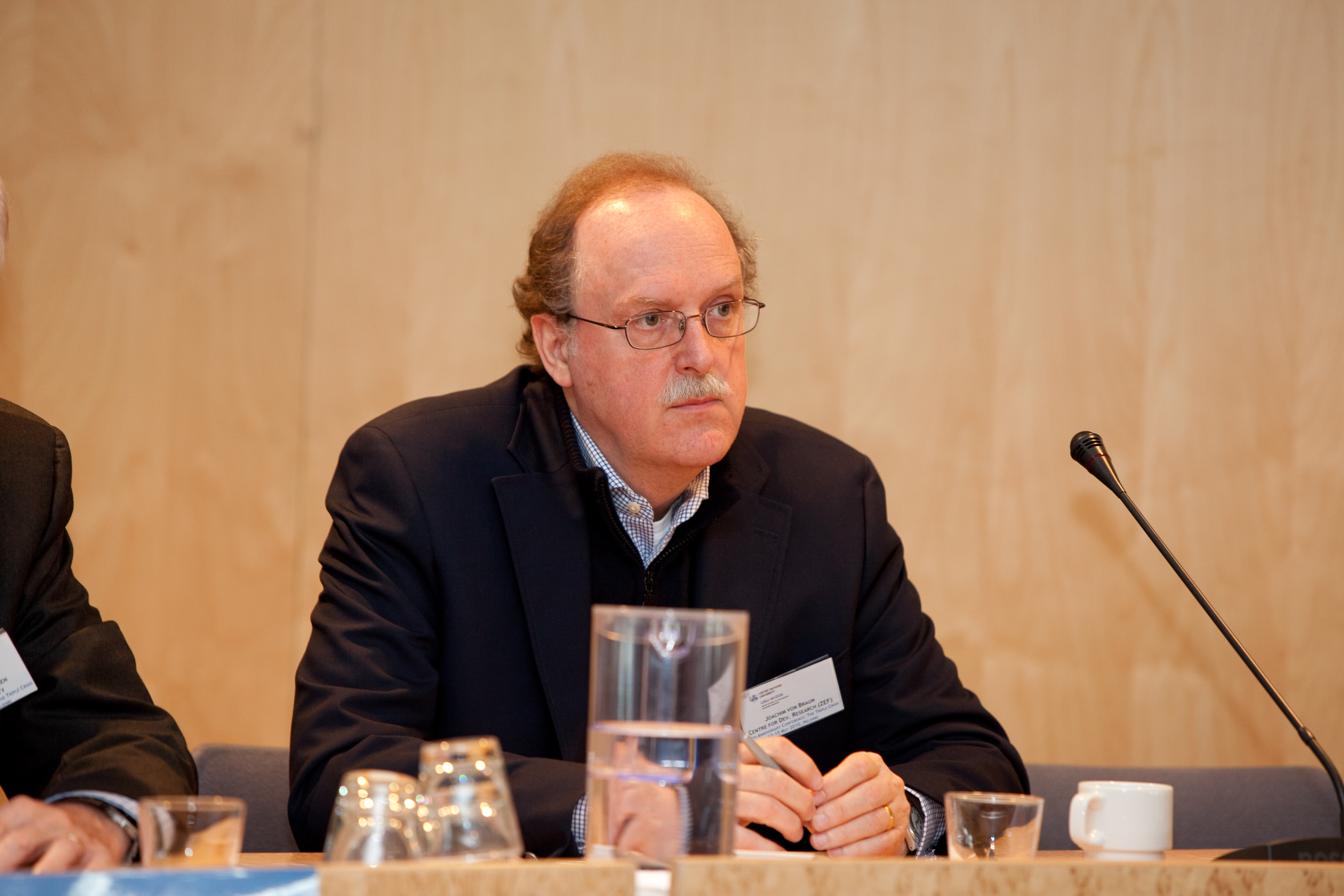
Joachim von Braun
(* 1950)

### Herkunft
Die schlesische Uradelsfamilie von Braun darf nicht mit zahlreichen weiteren gleichnamigen adeligen Geschlechtern verwechselt werden, die zum Teil aus anderen Gegenden stammen und verschiedene Wappen führen. So erscheinen 1861 in Kneschkes Neuen allgemeinen Deutschen Adelslexicon 16 adelige Familien und 1974 im Adelslexikon des Genealogischen Handbuchs des Adels 15 adelige Geschlechter dieses Namens.
Erstmals urkundlich erwähnt wird die Familie am 6. Januar 1285 und am 27. Juli 1286 mit dem Ritter Henimanus (Heynamann) de Bruno (Brunow). Mit ihm beginnt auch die ununterbrochene Stammreihe der Familie. Die Schreibweise des Namens wechselt von Bruno, Brunowe, Brunow, Bronau, de Bronne, Brawnaw, Brawna und Braun.
Das Namengebende Stammhaus des Geschlechts war die Ortschaft Braunau im ehemaligen Landkreis Lüben in Niederschlesien, heute ist Brunów ein Ortsteil von Lüben in der Woiwodschaft Niederschlesien in Polen. Eine polnische Linie der Familie ist nicht nachweislich.

### Ausbreitung und Persönlichkeiten
Ein Großteil des Grundbesitzes derer von Braun lag zunächst in Schlesien. Schon früh wurden die Häuser zu Ottendorf, Nennersdorf, Tscheplau im Herzogtum Glogau und Zobten im Herzogtum Jauer begründet und später die Häuser zu Wallwitz im Glogauschen, Kammelwitz im Wohlauschen und Wohlstadt im Liegnitzschen gestiftet. In Ostpreußen war die Familie zu Perschein, Neucken und Palpasch im Regierungsbezirk Königsberg besitzlich. Die freiherrlichen Linien besaßen unter anderem die Herrschaften Wartenberg und Bralin in Schlesien sowie die Güter Biegnitz, Gräditz, Ottendorf und Katzenau. Sie teilten sich in die Zweige zu Zölling, Zobten und Döring. Angehörige aus der Zweiglinie zu Zobten waren zeitweise auch im Besitz bzw. Teilbesitz von Zobten, Märzdorf und Harpersdorf im Goldbergischen. Während des 19. Jahrhunderts saß die Familie zu Zölling, Kleinkaulwitz und Wangelewe in Schlesien sowie zu Neucken mit Ellermühle, Palpasch, Perscheln, Rappeln und Rohrkrug sowie Annawalde in Ostpreußen.
Balthasar von Braun auf Ottendorf war 1501 Landesältester im Herzogtum Glogau. Zu seinen Nachkommen gehörte Georg von Braun auf Ottendorf und dessen Bruder Hans von Braun, die von Kaiser Maximilian II. 1573 in den Reichsfreiherrenstand erhoben wurden. Georg hatte zunächst als Oberst an den Türkenkriegen teilgenommen und wurde 1580 Kammerpräsident von Schlesien. Sein Bruder Hans diente als kaiserlicher General in Ungarn. Zahlreiche Angehörige der Familie verließen auf Grund von Kriegswirren und Religionsstreitigkeiten Schlesien und ließen sich im benachbarten Kurfürstentum Sachsen nieder.
Wenzel von Braun auf Zölling und Döring starb 1585 und hinterließ die zwei Söhne Joachim und Christoph. Joachim von Braun war der Begründer der Linie zu Zölling und Zobten und sein Bruder Christoph von Braun stiftete die Linie zu Döring. Sigismund von Braun († 1665) auf Zölling, Zobten und Märzdorf, ein Sohn von Joachim, wurde Oberrechtssitzer in den Herzogtümern Schweidnitz und Jauer. Er heiratete Anna Magaretha von Promnitz und hinterließ drei Söhne. Joachim Sigismund von Braun auf Armenruhe, der älteste Sohn, wurde Landesbestellter im Herzogtum Jauer. Er starb 1668 unverheiratet. Seine zwei Brüder Joachim Friedrich von Braun auf Zobten († 1688) und Hans Christoph von Braun († 1684) auf Zölling und Märzdorf wurden Landesälteste in den Herzogtümern Schweidnitz und Jauer, letzterer auch im Fürstentum Liegnitz. Christoph Friedrich, Ernst Konrad und Karl Ferdinand, den Söhnen von Joachim Friedrich aus dessen Ehe mit Helena von Mauschwitz aus dem Haus Harpersdorf, wurde 1699 der Freiherrenstand bestätigt.
Aus der Linie zu Döring kam Johann Fabian von Braun († 1714) auf Döring, Nettschitz und Bielitz. Er war der Enkel von Christoph von Braun, dem Stifter dieser Linie. Johann Fabian heiratete Anna Sabina von Knobelsdorff. Das Paar hatte einen Sohn Balthasar, der aber bereits 1714, im selben Jahr wie sein Vater, verstarb.
Mit Adam Friedrich von Braun (* 1661) gelangte die Familie in das Fürstentum Anhalt. Der anhaltische Zweig schloss 1694 mit den schlesischen von Braun ein Pactum gentilium (einen Hausvertrag). Angehörige der anhaltischen Linie gelangten später als Offiziere in der Preußischen Armee zu höchsten Würden. So unter anderem August Wilhelm von Braun auf Groß-Glogau, der 1770 als königlich preußischer Generalleutnant, Chef eines Füsilierregiments und Ritter des Ordens Pour le Mérite starb und Heinrich Gottlob von Braun, der als königlich preußischer Generalleutnant der Infanterie, Chef eines Infanterieregiments, Kommandant der Residenz Berlin und Ritter des Schwarzen Adlerordens 1799 verstarb.
Seine Nachfahren gingen z. T. in internationale Dienste und gelangten dort zu hohen militärischen und politischen Ämtern. So dessen Enkel Gustav Heinrich Gottlieb von Braun (* 1775 Arneburg; † 1859 Dresden), der, nach seiner Dienstzeit als britischer Lt. Colonel in den Napoleonischen Kriegen, 1826 brasilianischer Feldmarschall wurde. Außerhalb Deutschlands gebrauchte er die anglisierte Namensform Brown, die einige seiner Söhne beibehielten, so William Gustavus Brown († 1883 Sydenham, Kent), britischer General u. 1863–64 Commander in Hongkong, und Ralph Abercrombie Otto Brown / von Braun, britischer Rear Admiral (* 1834 Groß Beuchow; † 1891 Radebeul).
Bedeutende Angehörige der Familie aus neuerer Zeit waren unter anderem Julius von Braun (* 1868; † 1931), Landrat im Landkreis Gerdauen in Ostpreußen und dessen Sohn Joachim von Braun (* 1905; † 1974), Geschäftsführer und Vorstandsmitglied des Göttinger Arbeitskreises, Rechtsritter des Johanniterordens, Träger des Bundesverdienstkreuzes I. Klasse und des Preußenschildes. Magnus von Braun (* 1878; † 1972) wurde 1932 zum Reichsminister für Ernährung und Landwirtschaft im Kabinett Papen ernannt, sein Sohn Wernher von Braun (* 1912; † 1977) war der bekannte Raketeningenieur und dessen Bruder Sigismund von Braun (* 1911; † 1998) wurde Staatssekretär, Botschafter sowie Rechtsritter des Johanniterordens.

### Standeserhebungen
Georg von Braun und Ottendorf, Freier Standesherr auf Groß-Wartenberg und Bralin und Kammerpräsident in Schlesien, und dessen Bruder Hans von Braun, kaiserlicher General, erhielten am 30. Juni 1573 zu Wien den Reichsfreiherrenstand mit einer Wappenmehrung.
Die Brüder Christoph Friedrich, Ernst Konrad und Karl Ferdinand von Braun wurden am 31. Dezember 1699 zu Wien in den böhmischen Freiherrenstand mit dem Prädikat Wohlgeboren erhoben. Damit verbunden war die Rotsiegelfreiheit und eine Wappenmehrung.
Am 17. Dezember 1860 zu Berlin erfolgte für Friedrich Freiherr von Braun auf Neucken im Landkreis Preußisch Eylau, königlich preußischer Oberstleutnant außer Dienst, und seine Neffen, die Brüder Leopold, königlich preußischer Hauptmann, Werner, königlich preußischer Hauptmann, Carl, königlich preußischer Ökonomieinspektor, Friedrich, königlich preußischer Premierleutnant, Wilhelm, königlich preußischer Ökonomieinspektor, Maximilian, königlich preußischer Leutnant, und Julius Freiherr von Braun, königlich preußischer Leutnant, eine preußische Anerkennung des Freiherrenstandes.

## Wappen

### Stammwappen
Das Stammwappen zeigt in Silber drei (2:1) im Dreipass gestellte rote Wecken. Auf dem Helm mit rot-silbernen Helmdecken zwei Straußenfedern zwischen drei gestürzten natürlichen rotgesprenkelten Forellen.

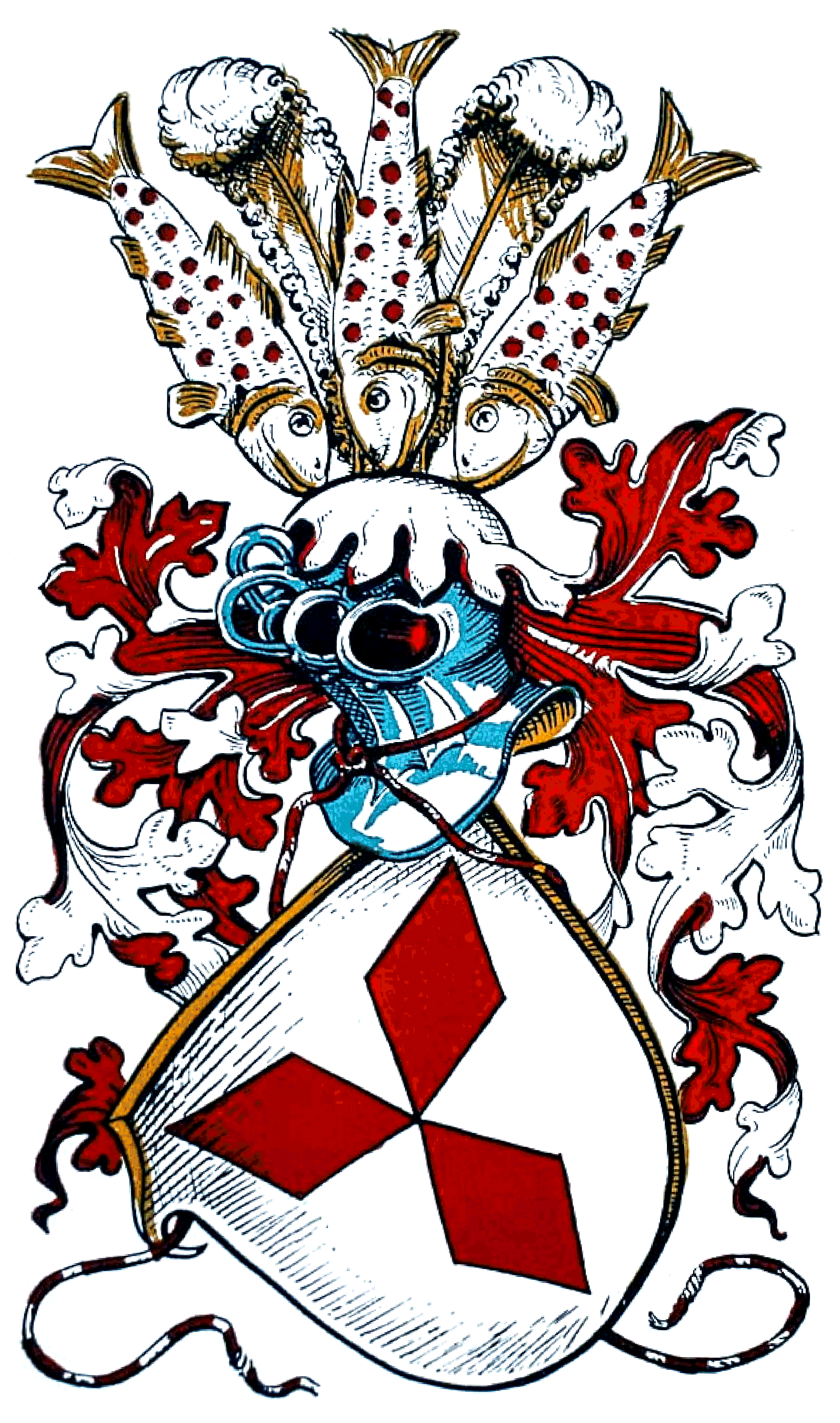
Wappen derer von Braun (Rudolf Stein)
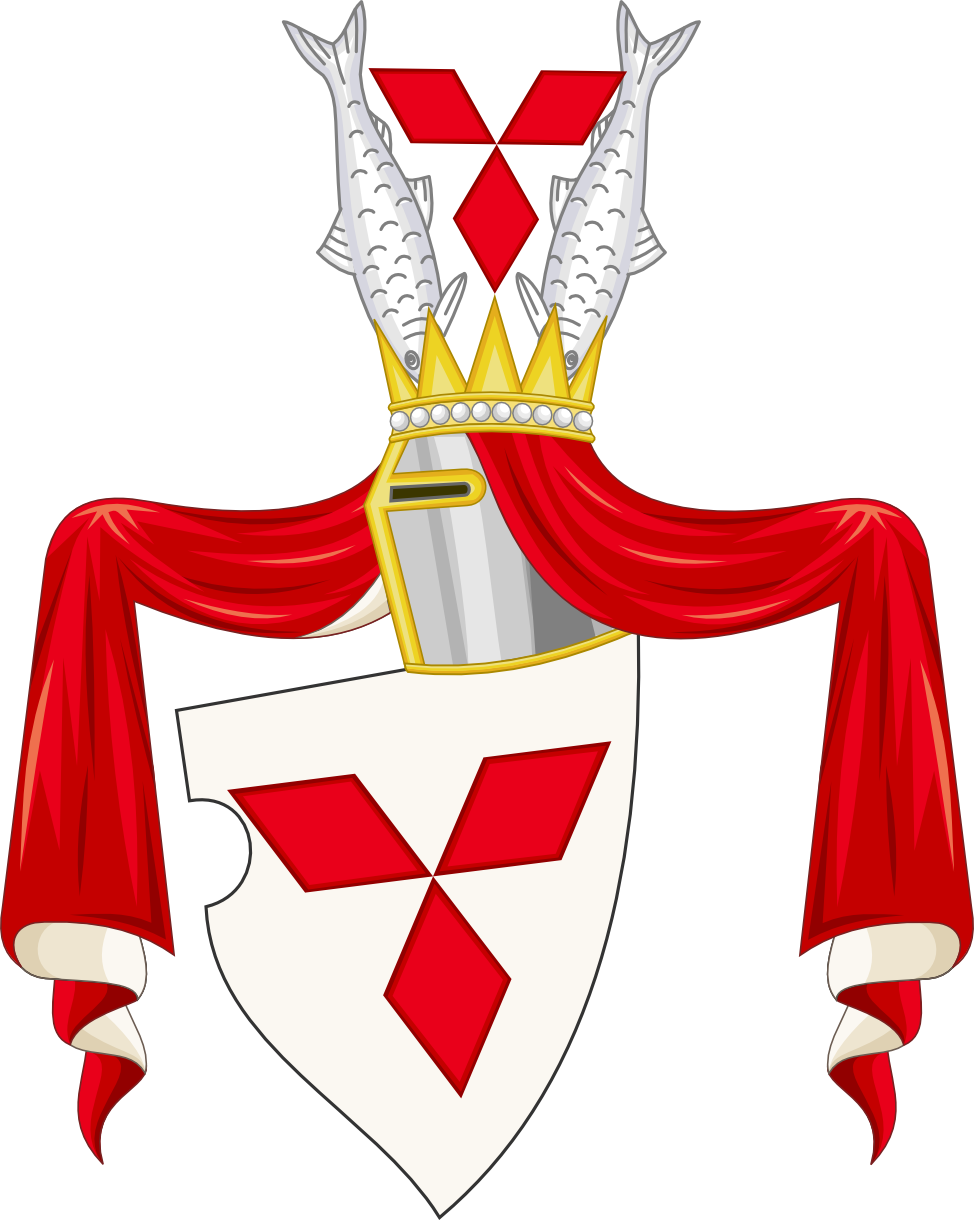
Andere Version des Stammwappens

### Freiherrliche Wappen

#### Reichsfreiherrliches Wappen
Das reichsfreiherrliche Wappen, verliehen 1573, ist geviert. 1 und 4 das Stammwappen, 2 und 3 von Schwarz und Gold schräglinks geteilt, darin ein zweischwänziger Löwe in verwechselten Farben. Auf dem Schild der Stammhelm mit rechts rot-silbernen und links schwarz-goldenen Helmdecken.

#### Böhmisches Freiherrenwappen
Das böhmische Freiherrenwappen, verliehen 1699, zeigt das reichfreiherrliche Wappen von 1573 mit zwei Helmen. Rechts der Stammhelm, auf dem linken mit schwarz-goldenen Helmdecken der von Gold und Schwarz schräglinks geteilte Löwe.

## Namensträger
- August Wilhelm von Braun (* 1701; † 1770), königlich preußischer Generalleutnant und Regimentsinhaber
- Carola von Braun (* 1942), deutsche Politikerin (FDP)
- Christina von Braun (* 1944), deutsche Kulturwissenschaftlerin
- Heinrich Gottlob von Braun  (* 1717; † 1798), königlich preußischer Generalleutnant und Kommandant von Berlin
- Joachim von Braun (* 1905; † 1974), deutscher Jurist, Regierungsrat und Wissenschaftler
- Joachim von Braun (* 1950), deutscher Agrarwissenschaftler und Entwicklungsforscher
- Julius von Braun (* 1868; 1931), deutscher Verwaltungsbeamter und Landrat
- Magnus von Braun (* 1919; † 2003), deutscher Chemieingenieur und Raketenkonstrukteur
- Magnus von Braun (* 1878; † 1972), deutscher Politiker
- Margrit Cecile von Braun (* 1952), US-amerikanische Umweltwissenschaftlerin und Hochschullehrerin
- Sigismund von Braun (* 1911; † 1998), deutscher Diplomat
- Wernher von Braun (* 1912; † 1977), deutscher Raketeningenieur